# Áureo Patricio Bonilla Bonilla
Áureo Patricio Bonilla Bonilla OFM (ur. 15 maja 1968 w Riobambie) – ekwadorski duchowny katolicki, franciszkanin, wikariusz apostolski wikariatu Galapagos od 2013.

## Życiorys

### Życie zakonne i prezbiterat
10 października 1993 złożył śluby wieczyste w zakonie franciszkańskim. Święcenia kapłańskie otrzymał 20 czerwca 1996. Pełnił funkcje m.in. mistrza zakonnego postulatu, wicemistrza juniorystów, a także definitora i wikariusza ekwadorskiej prowincji.

### Episkopat
29 października 2013 papież Franciszek mianował go wikariuszem apostolskim wikariatu Wysp Galapagos oraz biskupem tytularnym Bidy. Sakry udzielił mu 7 grudnia 2013 nuncjusz apostolski w Ekwadorze - arcybiskup Giacomo Guido Ottonello.